# اورشلیم نو
اورشلیم نو در کتاب حزقیال بعنوان تصوری از پرستش‌گاه اورشلیم آمده‌است. مسیحیان معتقدند در آخرالزمان مسیح رجعت کرده و اورشلیم جدید از آسمان به زمین می‌آید.
این کلمه دو بار در عهد جدید در مکاشفات یوحنا ۳: ۱۲ و ۲۱: ۲ آمده‌است.
«شهر مقدس یعنی اورشلیم تازه را دیدم که از آسمان از جانب خدا مانند عروسی که برای شوهرش آراسته و آماده شده باشد بزیر می‌آمد.»
برخی مسلمانان همچنین کعبه مسلمانان را مثالی برای اورشلیم جدید دانسته‌اند.